# Helen Carter
Helen Myrl Carter (19 settembre 1927 – 2 giugno 1998) è stata una musicista statunitense.

## Biografia
Figlia maggiore di Maybelle Carter (storica componente della prima formazione della The Carter Family), esordì a 16 anni nel gruppo formato da sua madre nel 1943: The Carter Sisters. Negli anni '60 cominciò una prolifica carriera da solista, e registro alcuni album in solitaria.
Nel 1950, Helen sposò Glenn Jones a Dickinson, nel Tennessee. Ebbero quattro figli: Kenneth Jones, Glenn Daniel, David Lawrence, e Kevin Carter Jones. Successivamente, furono nonni di sei nipoti.
Helen Carter morì di problemi gastrointestinali all'età di 70 anni, nel 1998.

## Discografia

### Singoli come solista: anni '50
TENNESSEE RECORDS: I'm All Broke out with Love, Fiddlin' Around, "There's a Right Way, A Wrong Way", Thinking Tonight of My Blue Eyes
OKEH RECORDS: I Like my Loving Overtime, Like All Get Out, Unfit Mother, You're Right but I Wish You Were Wrong
HICKORY RECORDS: Heart Full of Shame, No No its Not So, Set the Wedding, Sweet Talking Man, There Ain't No Future for Me, What's to Become of Me Now

### Album come solista: Old Homestead Records
1979 This is for You Mama: Lead and harmony vocals, guitar, mandolin, autoharp. Songs include: Carter Guitar Medley, Dark & Stormy Weather, Fifty Miles of Elbow Room, Helen's Mandolin Rag, Hello Stranger, I Ain't Gonna Work Tomorrow, Is This My Destiny, Lonesome Day, Poor Wildwood Flower, Red River Blues, Tickling the Frets, Winding Stream
1993 Clinch Mountain Memories: Lead vocals, guitar, autoharp. Songs include: Clinch Mountain Love, Poor Old Heartsick Me, Why do You Weep Dear Willow, If You Were Losing Him to Me, Kneeling Drunkard's Plea, Mama Sang, Meeting in the Air, Hot Footin' It, Lonesome Fiddle Blues, No Distinction There, You Are My Flower

### Singoli in collaborazione: anni '50
DUET RECORDINGS WITH WILEY BARKDULL; TENNESSEE RECORDS: He Made You for Me, I'd Like To
DUET RECORDING WITH JOHNNY BOND; COLUMBIA RECORDS: I Went to Your Wedding
DUET RECORDINGS WITH DON DAVIS; TENNESSEE RECORDS: Counterfit Kisses, Sparrow in the Treetop
DUET RECORDING WITH BOB EATON; TENNESSEE RECORDS: As Long as You Believe in Me
DUET RECORDINGS WITH GRANT TURNER; TENNESSEE RECORDS or REPUBLIC RECORDS: Heaven's Decision, I'll Keep on Loving You, My Dearest & Best, You Can't Stop Me from Dreaming

### Singoli in collaborazione: anni '60
BLONDETTES; MGM RECORDS: Little Butterfly, My Love is Many Things
DUET RECORDING WITH BOBBY SYKES; STARDAY RECORDS: Release Me
COLLABORATION WITH WILLIS BROTHERS; STARDAY RECORDS: Wild Side of Life

### Singoli in collaborazione: anni '70 - '80
DUET RECORDING WITH JOHNNY CASH; COLUMBIA RECORDS: Way Worn Traveler

### Album in collaborazione
1975, COLUMBIA RECORDS; Appalachian Pride (Solo album by June Carter). Helen plays accordion and sings harmony on some songs
1980, MOUNTAIN EAGLE RECORDS; Hills of Home (Phipps Family with Helen Carter). Helen sings lead on Walking in the King's Highway. She sings or sings/plays guitar on several other songs.